# 마스터 그레이드 익스트림
마스터 그레이드 익스트림(영어: Master Grade Extreme, MGEX, 일본어: マスターグレードエクストリーム)는 반다이가 발매하는 프라모델 시리즈의 브랜드로 반다이 스피리츠가 쌓아온 기술과 다른 소재를 조합하여 기체마다 설정한 "테마"를 바탕으로 모빌 슈트(MS)의 "극한의 표현"에 도전하는 마스터 그레이드(MG) 하이엔드 브랜드이다. 2020년 9월 12일부터 반다이 하비 사업부에서 제품을 발매하고 있다. MG가 원래 가지고 있는 4가지 특징인 기믹(gimmick), 가동(action), 외관(style), 내부 구조(internal structure)를 극한까지 끌어내는 것은 물론, 익스트림 포인트(기체마다 설정한 극한으로 표현한 "테마")를 극대화하여 모빌 슈트(MS)의 "극한의 표현"을 재현하기 위해 다양한 기술을 사용하는 것을 특징으로 한다.

## 라인업

### 일반판
다음의 표는 일반판으로 발매된 제품들이다.
| No. | 제품명                 | 발매일                | 가격 (세금 제외) | 가격 (세금 포함) | 비고                                                                              |
| --- | ---------------------- | --------------------- | ---------------- | ---------------- | --------------------------------------------------------------------------------- |
| 01  | 유니콘 건담 Ver.Ka     | 2020년 9월 12일 발매  | 23,000엔         | 25,300엔         | 익스트림 포인트는 극한의 "발광 기구" (extreme luminous mechanism)                 |
| 02  | 스트라이크 프리덤 건담 | 2022년 11월 19일 발매 | 14,000엔         | 15,400엔         | 익스트림 포인트는 건프라 사상 최고봉의 "금속 표현" (extreme metallic combination) |

## 같이 보기
- 건프라
- 마스터 그레이드 (MG)
- 마스터 그레이드 SD (MGSD)